# البطاني الغربي

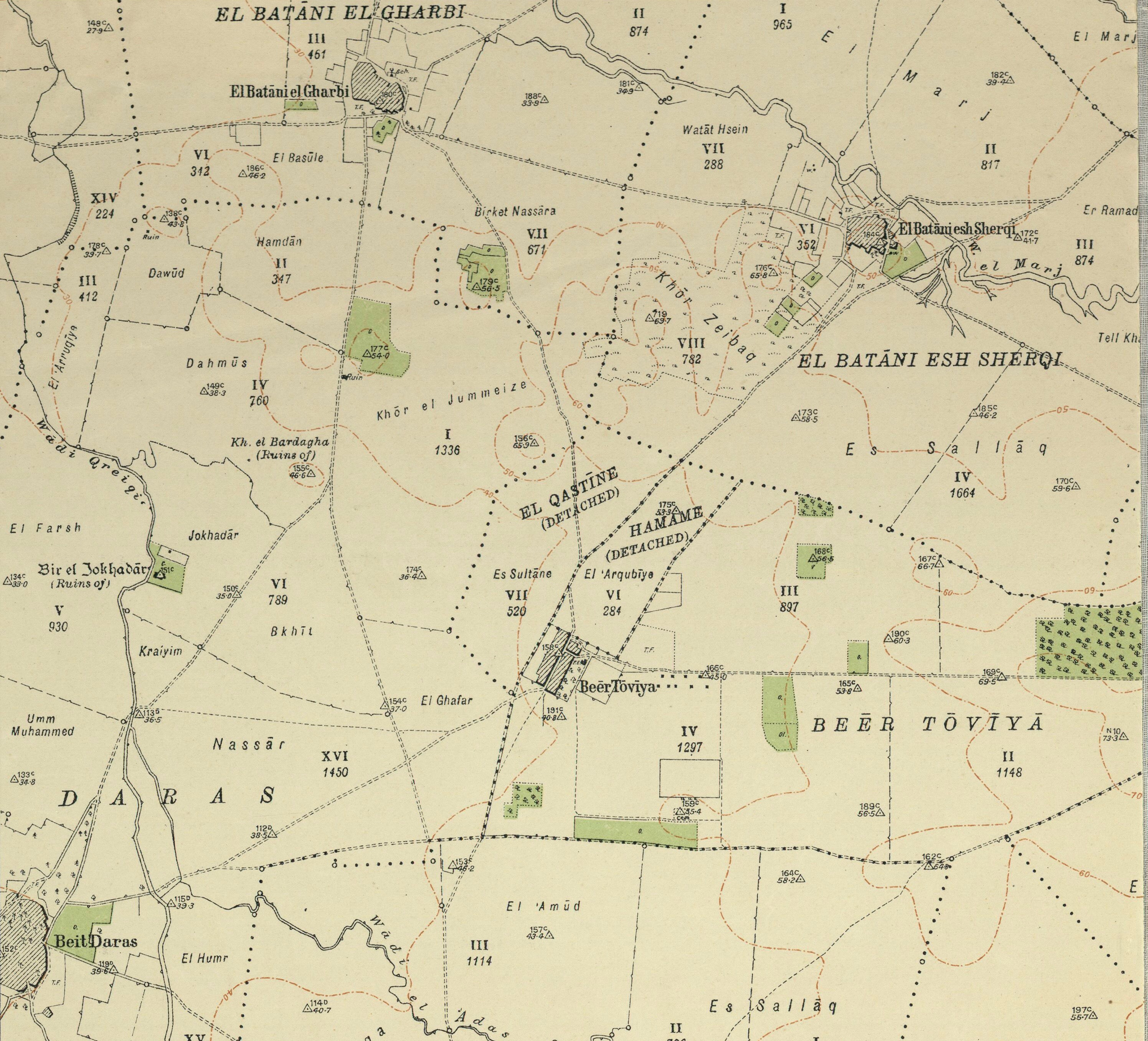
قرية البطاني الغربي

البطاني الغربي هي قرية فلسطينية احتلت ودمرت أثناء النكبة الفلسطينية عام 1948 م خلال عملية باراك - أيار 1948 م - والتي استهدفت في البداية أكبر قرى المنطقة وهي قرية بيت دراس، بلغ عدد سكانها 980 نسمة في عام 1945، وقدر عدد أبناء القرية اللاجئين في عام 1998 حوالي 7000 نسمة.

## موقع القريةعدِّل
تقع على رقعة منبسطة من الأرض على بعد 36 كلم شمال شرق مدينة غزة وتبعد حوالي 35 كم جنوب شرق مدينة يافا وفي الجنوب الغربي من مدينة الرملة وتبعد عنها حوالي 21 كلم،  تقع إلى الشرق من توأمها البطاني الشرقي وتبعد عنها أقل من ثلاثة كيلومترات. وفي نهاية العهد العثماني وبداية عهد الاستعمار الإنجليزي بني بالقرب منها أحد أقدم مطارات فلسطين والذي حولته إسرائيل إلى مطار عسكري ويعرف حالياً بمطار هاتزور العسكري .
تاريخياً بني هذا المطار على أراضي كانت تتبع قرى قسطينة والبطاني الشرقي وياصور. كان ثمة طرق فرعية تصلها بالقرى المجاورة مثل بيت دراس والبطاني الشرقي وياصور وبرقه(غزة) ، وطريق فرعي يربطها بأسدود والواقعة على الطريق العام الساحلي.
في أواخر القرن التاسع عشر كانت قرية البطاني الغربي تقع في أرض منخفضة وكان لها شكل مستطيل وتمتد على خط يتجه من الجنوب الشرقي إلى الشمال الغربي وكانت حركة البناء تنتشر في البدء على طول الضلعين القصيرين من ذاك المستطيل ثم في موازاة الطرق المؤدية إلى القرى الأخرى، وكانت منازل القرية مبنية من الحجارة والطين وتفصل أزقة ضيقة بينها، ويشاهد على أراضي القرية بعض البساتين وتتشارك مع البطاني الشرقي في مدرسة ابتدائية فتحت أبوابها في سنة 1947 لمئة وتسعة عشر تلميذاً، وكان سكان القرية من المسلمين ولها مسجدها الخاص بها وبعض المتاجر، يعمل أهلها أساساً في الزراعة فيزرعون الحبوب والحمضيات وغيرها من المحاصيل. في عام 1945 كان في القرية ما مجموعه 170 دونماً مخصصاً للحمضيات والموز، 4152 دونماً للحبوب و95 دونماً مروياً أو مستخدماً للبساتين. وكانت الزراعة تعتمد على الأمطار فضلاً عن مياه الآبار المنتشرة في المنطقة. كانت هذه الآبار تمد القرية أيضا بالمياه للاستعمال المنزلي وبالإضافة إلى الزراعة كان السكان يعنون بتربية الدواب والدواجن. يقع موقع القرية إلى الشمال الشرقي من أسدود. بحوالي ثلاثة كيلومترات .

## تاريخ البطاني الغربي
يرجع اسم القرية إلى اسم قبيلة كنعانية سكنت المكان، كما تعرف بأنها كانت ضيعة للخليفة الأموي معاوية بن أبي سفيان.

## سكان القرية
كانت القرية قبل نكبة عام 1948 مقسمة إلى أربعة أرباع هي ربع النواجحه وهم أكبر عائلات القرية، وربع الصوالحة وربع فرحات وربع القطاريس (الدويك). أما عائلات القرية فهم النواجحه والدويك وفرحات و الصوالحة وأبو رمضان والحلبي والجعب والحوت وأبو شرخ والمدلل وغنيم والعبادي وصقر و أبو أحمد وأبو دان وأبو حشيش والدربي والعفيفي وحسنين وحليمي وجبر وعابدين و فياض وعبيد و دسوقي وخليفة و أبو ليلة وأبو عتيلة والحاج أحمد وجبريل و حمدان وعبيد و صيرفي والحاج محمد. تفرق سكان القرية بعد احتلالها في كثير من دول العالم مع أنه توجد نسبة متوسطة منهم في مدينة رفح في قطاع غزة.

## احتلال القرية وطرد أهلها
سقطت القرية بعد هجمات صهيونية بدأت في شهر آذار 1948 للسيطرة على أكبر قرى المنطقة وهي قرية بيت دراس حيث كانت القرى المجاورة
تشارك في الدفاع عن بيت دراس ولكن وبسبب افتقار الفلسطينيين للمدفعية وللعربات المصفحة استطاع الصهاينة في أيار 1948 م احتلال قرية بيت دراس ومن ثم القرى المجاورة ومنها البطاني الغربي بعد تنفيذهم لمذبحة في قرية بيت دراس مما أدى إلى فرار الكثير من سكان القرى المجاورة ومنها البطاني الغربي . كانت قرية البطاني الغربي أحد القرى التي احتلت في 18 أو 21 أيار-مايو 1948 م خلال عملية باراك . ويقول المؤرخ الإسرائيلي بني موريس: ( أن سكان هذه القرى فروا في معظمهم إما قبل الهجوم وإما في أثنائه. والمرجح أن يكون القليل منهم طرد) وقد تم إحتلال البطاني الغربي بعد سقوط البطاني الشرقي بأيام قليلة. كانت عملية باراك تستهدف القرى الواقعة غرب وجنوب مدينة الرملة. بدأت العملية في آذار-مارس 1948 م، واشتركت فيها قوات معظمها من لواء غيفعاتي التابع لقوات الهاجاناه وشارك في هذه العملية أيضا لواء هنيغف (النقب) التابع للبلماخ بهدف السيطرة على جميع القرى الواقعة جنوبها، ويذكر بني موريس أن أحد الأهداف المعلنة كان طرد أكبر عدد ممكن من الفلسطينيين من القرى في المنطقة المحتلة مع حلول نهاية أيار-مايو 1948، وفي نهاية أيار- مايو 1948، كان اللواءان قد نجحا في إحتلال ثلاثين قرية تقريباً تقع معظمها جنوب مدينة الرملة مع إنسحاب معظم وحدات الجيش المصري من المنطقة وإقتصارعملية الدفاع لأهالي القرى الفلسطينيين على الأسلحة الخفيفة القليلة التي كانت بحوزتهم، وبهذا تمكن اللواءان من إخلاء المنطقة من عشرات الآلاف من سكانها. جاء في توجيهات خطة دالت والصادرة إلى قائد لواء غيفعاتي شمعون أفيدان ما يلي: (سوف تحدد بمفردك بعد مراجعة مستشاريك في الشؤون العربية وضباط الإستخبارات القرى التي يجب إحتلالها أو تدميرها) وبموجب الخطة التي اتبعها لواء جفعاتي خلال تلك العملية فان كل من بقي في هذه القرى بعد إحتلالها كان عرضه للطرد. وقرية البطاني الغربي إحدى القرى التي أُحتلت خلال هذه المرحلة من العملية.

## البطاني الغربي في الوقت الحاضر
ينمو نبات الصبار وأشجار التين والجميز في الموقع ولا يزال بعض أزقة القرية بادياً للعيان، ويزرع سكان المستعمرة المجاورة بعض الأراضي القريبة، وثمة على أراضي القرية أيضا مقلع للحجارة. لا يوجد مستعمرات إسرائيلية على أراضي القرية  ولم يستطع اليهود شراء متر واحد من أراضي القرية، أما مستعمرة عزريكام والتي أقيمت في سنة 1950 فتقع بالقرب من موقع القرية إلى الجنوب على أرض تابعة لقرية بيت دراس.